# أكيرا أويدا
أكيرا أويدا (باليابانية: 上田晃؛ بالكانا: うえだ あきら) هو ملحن ياباني، ولد في 1970 في طوكيو في اليابان.

## وصلات خارجية
- أكيرا أويدا على موقع ميوزك برينز (الإنجليزية)